# Stadion Warmii Olsztyn
Stadion Warmii Olsztyn – stadion piłkarski w Olsztynie. Znajduje się przy alei Sybiraków. Od 2015 roku obiekt jest własnością miasta, wcześniej należał do Polskich Kolei Państwowych.
Drugi co do wielkości stadion w Olsztynie, oddany do użytku 1 lipca 1953. Obecnie swoje mecze rozgrywa na nim Warmia Olsztyn, zespół występujący w klasie okręgowej. W sezonie 2007/08 z boiska korzystał także zespół Stomil Olsztyn.